# Петрович, Миланко
Ми́ланко Пе́трович (серб. Миланко Петровић; род. 21 сентября 1988, Сеница, Кралево) — сербский биатлонист и лыжник. Был знаменосцем сборной Сербии на церемонии открытия зимних Олимпийских игр 2014 года в Сочи.

## Спортивная карьера
Петрович пять раз принимал участие в чемпионатах мира. Его лучшими достижениями стали 47-е место в пасьюте и 49-е - в спринте, показанные в 2013 году. Самая высокая позиция в индивидуальной гонке - 87-я, занятая в 2011.
Участвовал в чемпионате мира по летнему биатлону 2013. В гонке преследования финишировал пятым, в спринте - девятым.
На чемпионате Европы 2012 года стал девятым в спринте и двадцатым в индивидуальной гонке. В 2014 был восьмым в спринте, 14-м в индивидуальной гонке и 15-м в пасьюте.
На данный момент лучшие свои результаты показал в Кубке мира 2012/13. На четвёртом этапе в Оберхофе занял 39-е место в спринте и 40-м в гонке преследования. Эти гонки принесли Петровичу первые очки в карьере. На седьмом этапе в Осло Миланко стал 35-м в пасьюте. В Сочи финишировал 47-м в индивидуальной гонке и 35-м в спринте. В сезоне 2012/13 в общем зачете стал 86-м, набрав 15 баллов.
На Зимней Универсиаде 2013 он выиграл золото в спринте и бронзу в индивидуальной гонке, а также золото в лыжном спорте на дистанции 10 км свободным стилем.
Не получая поддержки от Министерства спорта, ни от Федерации биатлона, ни от Олимпийского комитета, в 2014 году был вынужден объявить о завершении спортивной карьеры.
В сезоне 2018/19 возобновил выступления на Кубке IBU, участвовал в чемпионате мира 2019 года.

### Участие в Олимпийских играх
| Год  | Место проведения | Инд | Спр | Пр | МС | Эст |
| 2010 | Ванкувер         | 87  | 81  | -  | -  | -   |
| 2014 | Сочи             |     | 69  | -  | -  | -   |

### Участие в Чемпионатах мира
| Год  | Место проведения  | Инд | Спр | Пр | МС | Эст | См |
| 2008 | ЧМ Эстерсунд      | 102 | 112 | -  | -  | 24  | -  |
| 2009 | ЧМ Пхёнчхан       | 105 | 111 | -  | -  | 26  | -  |
| 2011 | ЧМ Ханты-Мансийск | 87  | 81  | -  | -  | LPD | -  |
| 2012 | ЧМ Рупольдинг     | 112 | 65  | -  | -  | LPD | -  |
| 2013 | ЧМ Нове-Место     | 88  | 49  | 47 | -  | LPD | -  |

### Кубок мира
- 2012/13 - 86-е место (15 очков)

### Статистика точности
| Сезон     | Общая | Лёжа | Стоя |
| --------- | ----- | ---- | ---- |
| 2007/2008 | 42 %  | 40 % | 43 % |
| 2008/2009 | 47 %  | 52 % | 42 % |